# Reformierte Kirche Kulm

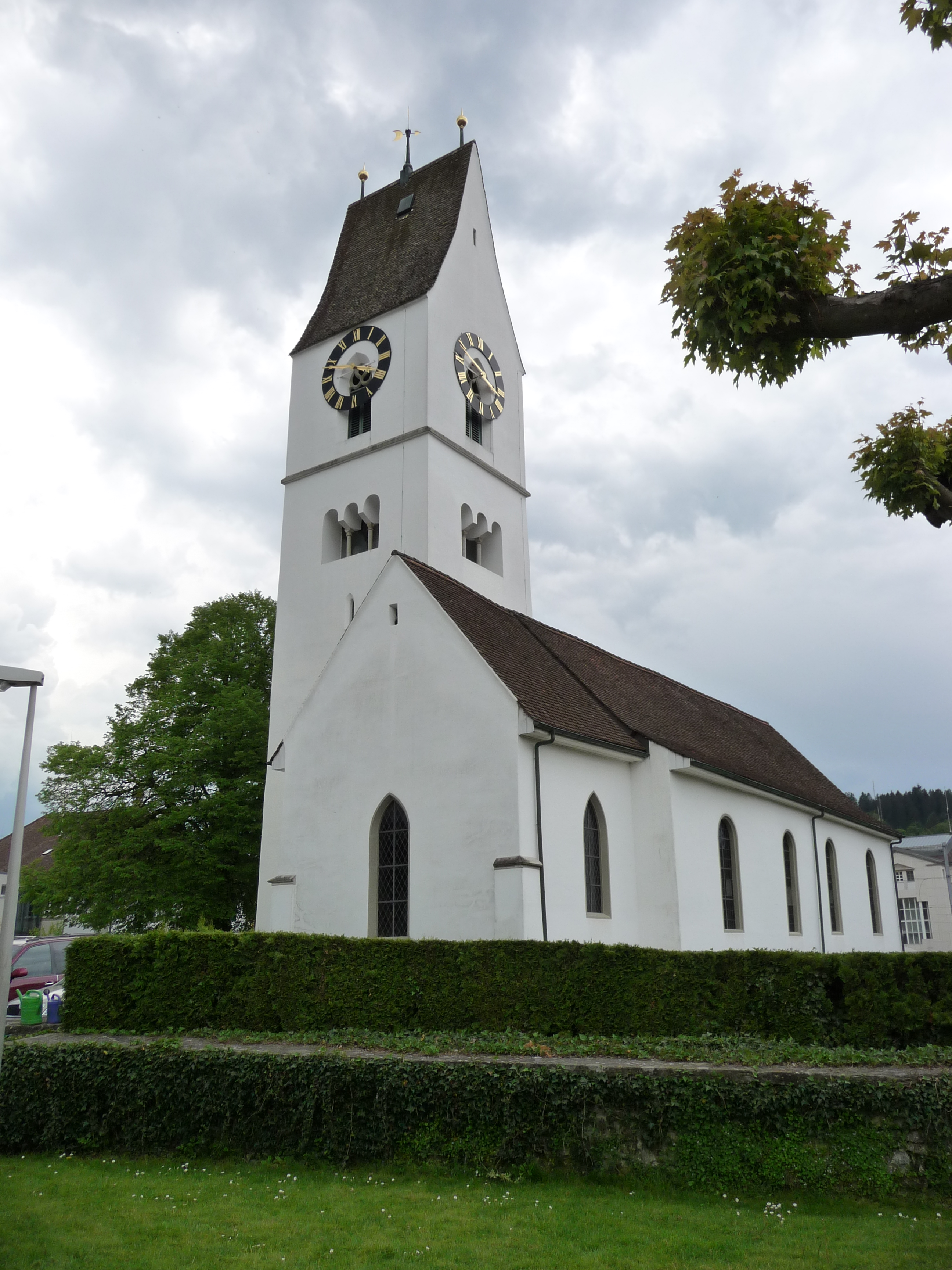
Kirche von Kulm

Die reformierte Kirche Kulm   ist die reformierte Kirche der aargauischen Gemeinde Unterkulm in der Schweiz.

## Geschichte
Die beiden unteren Stockwerke des Kirchturms sind die ältesten erhalten gebliebenen Teile des Bauwerks und gehen auf das 11. Jahrhundert zurück. Erstmals urkundlich erwähnt wurde die dem heiligen Martin geweihte Kirche im Jahr 1275. Etwa um die Wende vom 13. zum 14. Jahrhundert entstand der Chor. Die letzte Erweiterung erfolgte um 1500. Damals trug man das Kirchenschiff ab und ersetzte es durch ein breiteres. Im selben Zeitraum erhöhte man auch den Kirchturm. Äusserlich ist das Bauwerk seither kaum noch verändert worden. Seit 1528 dient die Kirche der reformierten Konfession. Letztmals renoviert wurde sie im Jahr 1999.

## Ausstattung
Unter einem durchgezogenen Satteldach sind das rechteckige Langhaus und der quadratische, eingezogene Chor vereinigt, wobei letzterer etwas angewinkelt ist. Im Innern sind diese Gebäudeteile durch einen Spitzbogen voneinander getrennt. An der Südseite des Schiffs ist der Kirchturm angebaut, der leicht in den Innenraum hineinragt.
Im Chor finden sich frühgotische Fresken, die in den Gewölbezwickeln Darstellungen Christi zeigen, die auf dessen Parusie anspielen und um 1320 entstanden sind. Wie der Chor stammt auch der Taufstein aus dem frühen 14. Jahrhundert. Die geschnitzte Kanzel ist freihängend und befindet sich seit 1641 in der Kirche. Die Wappenscheiben an den Chorfenstern entstanden in der Zeit zwischen 1579 und 1643.
Das Uhrwerk im Kirchturm, das heute noch in Betrieb ist, stammt aus dem Jahr 1530 und wurde von Laurentius Liechti, einem Winterthurer Uhrmacher, angefertigt. Es gilt als das weltweit älteste noch in Gebrauch befindliche Uhrwerk. Die älteste erhaltene Glocke ist die Martinsglocke, die im Jahr 1502 gegossen wurde; hinzu kommen drei im Jahr 1860 von H. Rüetschi in Aarau angefertigte Glocken. An der Aussenmauer des Kirchturms ist die Grabplatte des 1587 verstorbenen Hugo von Hallwyl zu finden, der Schlossherr auf der Trostburg im benachbarten Teufenthal war. Die Orgel ist ein Werk der Firma Metzler aus dem Jahr 1968 mit 18 Registern.